# La Victoire (Haiti)
La Victoire este o comună din arondismentul Saint-Raphaël, departamentul Nord, Haiti, cu o suprafață de 31,35 km2 și o populație de 9.587 locuitori (2009).